# سوليتير (ويندوز)
سوليتير (بالإنجليزية: Solitaire) هي لعبة فيديو للحاسوب مضمنة في الويندوز، استوحيت فكرته من لعبة الورق التي تحمل الإسم نفسه. تسمى أيضا بكلوندايك.